# René Dary
René Dary, nome d'arte di Anatole Antoine Clément Mary (Parigi, 18 luglio 1905 – Plan-de-Cuques, 7 ottobre 1974), è stato un attore e produttore cinematografico francese, che dopo una esperienza di successo come attore bambino nel cinema muto dal 1910 al 1916 (tra i 5 e gli 11 anni d'età), riprese nel 1934 un'intensa carriera attoriale al teatro, cinema e televisione fino alla morte negli anni settanta.

## Biografia

### Primi passi
Figlio d'arte, René Dary nacque a Parigi nel 1905 come Anatole Clément Mary. Suo padre Abélard era conosciuto per le sue esibizioni nei caffè-concerto parigini come le Comique Idiot. Dopo aver debuttato con successo in teatro a Parigi insieme al padre, all'età di soli tre anni divenne uno dei primi attori bambini della storia del cinema. La prima pellicola cui prese parte nel 1909 (Mange ta soupe) fu accolta così positivamente dal pubblico da dare alla Compagnia Pathé e al regista Louis Feuillade l'idea di farne un personaggio ricorrente e quindi di programmare attorno a lui una lunga serie di cortometraggi basati sullo stesso personaggio di bambino pestifero. 
Anatole Mary diventò così "Bébé", interpretando in tre stagioni (dal 1910 al 1913) una sessantina di pellicole dedicate (anche nel titolo) alle sue avventure e che lo resero uno degli idoli dello schermo a livello internazionale ("Bébé" è conosciuto come "Bubi" in Germania, "Jimmie" negli Stati Uniti, e così via). Quando Louis Feuillade decise di dare la parte di protagonista ad un altro personaggio della serie (Bout de Zan, interpretato da René Poyen), René Dary passò alla casa produttrice Gaumont, per la quarta e ultima serie di cortometraggi di "Bébé" (1913-14).
Dopo due anni di assenza dalla ribalta, René Dary tornò al teatro, lavorando dal 1916 al 1919 nella compagnia teatrale di Lucien Guitry, ma abbandonò prematuramente la carriera di attore per dedicarsi alla gestione di un cinema nel XX arrondissement di Parigi. Ritroverà lo spirito e la volontà di riprendere a recitare solo molti anni più tardi.

### Gli anni adulti
Intrapresa la carriera sportiva, negli anni trenta si dedicò alla boxe, utilizzando per la prima volta lo pseudonimo di René Dary o quello di René Duclos. Ripresa la carriera teatrale, nel 1934 entrò a far parte della troupe del Théâtre des Bouffes-Parisiens.
Alla fine degli anni cinquanta, partecipò alla serie televisiva Les Cinq Dernières Minutes, comparendo in alcuni episodi. Grande notorietà gli pervenne negli anni sessanta, in particolare grazie al ruolo del Commissario Ménardier nella serie televisiva Belfagor o Il fantasma del Louvre di Claude Barma, dove recitò a fianco di Juliette Gréco e François Chaumette.
Vestì ancora una volta i panni di un poliziotto, il Commissario Lefranc, nei sette episodi della serie televisiva I compagni di Baal (1968). Scrisse anche un romanzo dal titolo Express 407.

## Riconoscimenti
- Young Hollywood Hall of Fame (1908-1919)

## Filmografia parziale
- Le Louis de vingt francs, regia di Louis Feuillade (1910)
- Bébé Apache, regia di Louis Feuillade (1910)
- Bébé fume, regia di Louis Feuillade (1910)
- Bébé pêcheur, regia di Louis Feuillade (1910)
- La Trouvaille de Bébé, regia di Louis Feuillade (1910)
- Le Bracelet de la marquise, regia di Louis Feuillade (1911)
- Bébé la terreur, regia di Louis Feuillade (1911)
- La Fille du juge d'instruction, regia di Louis Feuillade (1911)
- Le Bracelet de la marquise, regia di Louis Feuillade (1911)
- Les Chefs-d'oeuvre de Bébé (Les Chefs d'œuvre de Bébé), regia di Émile Cohl (1912)
- La Cassette de l'émigrée, regia di Louis Feuillade (1912)
- Le Petit Poucet, regia di Louis Feuillade (1912)
- Les Ananas / La Culture des ananas, regia di Louis Feuillade (1913)
- Sidonie Panache, regia di Henry Wulschleger (1934)
- Elena studentessa in chimica (Hélène), regia di Jean-Benoît Lévy (1936)
- A nous deux madame la vie, regia di Yves Mirande, René Guissart (1936)
- Nina Petrowna (Le Mensonge de Nina Petrovna), regia di Victor Tourjansky (1937)
- Mastro di posta - angoscia di padre (Nostalgie), regia di Victor Tourjansky (1938)
- Le Révolté, regia di Léon Mathot (1938)
- L'allegro duca (Un fichu métier), regia di Pierre-Jean Ducis (1938)
- S.O.S Sahara, regia di Jacques de Baroncelli (1938)
- Nord-Atlantique, regia di Maurice Cloche (1939)
- L'Esprit de Sidi-Brahim, regia di Marc Didier (1939)
- La taverna dell'oblio (Le Café du port), regia di Jean Choux (1940)
- È arrivata la fortuna (Moulin Rouge), regia di André Hugon (1940)
- Après l'orage, regia di Pierre-Jean Ducis (1941)
- Mélodie pour toi, regia di Willy Rozier (1941)
- Forte tête, regia di Léon Mathot (1942)
- Huit hommes dans un château, regia di Richard Pottier (1942)
- Port d'attache, regia di Jean Choux (1943)
- A la belle frégate, regia di Albert Valentin (1943)
- Le Carrefour des enfants perdus, regia di Léo Joannon (1944)
- Bifur III, regia di Maurice Cam (1945)
- 120, rue de la Gare, regia di Jacques Daniel-Norman (1946)
- Le Fugitif, regia di Robert Bibal (1947)
- Le diamant de cent sous, regia di Guillaume Radot (1947)
- La sconosciuta n. 13 (L'Inconnue numéro 13), regia di Jean-Paul Paulin (1948)
- Suzanne et ses brignads, regia di Yves Ciampi (1948)
- Cité de l'espérance, regia di Jean Stelli (1949)
- Un certain monsieur, regia di Yves Ciampi (1949)
- Cinq tulipes rouges, regia di Jean Stelli (1949)
- La sconosciuta di Montreal (L'inconnue de Montréal), regia di Jean Devaivre (1950)
- Grisbì (Touchez pas au grisbi), regia di Jacques Becker (1954)
- L'or de Samory, regia di Jean Alden-Delos (1957)
- Peccato di gioventù (Péché de jeunesse), regia di René Thévenet, Louis Duchesne (1958)
- Y'en a marre, regia di Yvan Govar (1958)
- La notte del grande assalto (Dans les griffes des Borgia), regia di Giuseppe Maria Scotese (1959)
- Les Mordus, regia di René Jolivet (1960)
- La Peau et les os, regia di Jean-Paul Sassy, Jacques Panigel (1960)
- Gli amori di Ercole, regia di Carlo Ludovico Bragaglia (1960)
- Capricci borghesi (De quoi tu te mêles Daniela), regia di Max Pecas (1961)
- Jusqu'à plus soif, regia di Maurice Labro (1961)
- Il re di Roma - Aquila imperiale (Napoléon II, l'Aiglon), regia di Claude Boissol (1961)
- La banda degli inesorabili (Règlements de comptes), regia di Pierre Chevalier (1962)
- Agente Tigre sfida infernale (Passeport diplomatique, agent K.8), regia di Robert Vernay (1965)
- Non sono un'assassina (Piège pour Cendrillon), regia di André Cayatte (1965)
- Belfagor o Il fantasma del Louvre (Belphégor ou le Fantôme du Louvre), regia di Claude Barma - serie TV (1965)
- Le Feu de dieu, regia di Georges Combret (1966)
- Orizzonte rosso (L'Horizon), regia di Jacques Rouffio (1967)
- Attentato al pudore (Les Risques du métier), regia di André Cayatte (1967)
- I compagni di Baal (Les Compagnons de Baal), regia di Pierre Prévert - serie TV (1968)
- Les Cinq Dernières Minutes, épisode Les Enfants du faubourg - serie TV (1968)
- Goto, l'isola dell'amore (Goto, l'île d'amour), regia di Walerian Borowczyk (1968)
- Pot-Bouille, regia di Yves-André Hubert - serie TV (1972)
- Une affaire à suivre, regia di Alain Boudet (1974) - film TV

## Doppiatori italiani
- Mario Pisu in Grisbì
- Michele Malaspina in Belfagor o Il fantasma del Louvre
- Mario Bardella in I compagni di Baal